# 名古屋航空研究所
名古屋航空研究所（なごやこうくうけんきゅうじょ）とは、太平洋戦争時に大日本帝国海軍が三菱重工業大江工場内に秘密裏に設置した航空研究所である。略称は名航研。その存在や実態は謎に包まれており、資料はおろか当時の名古屋帝国大学内でも存在を知っている人は数少なく、現代でも、著名な航空史家の野原茂でさえ「名古屋航空研究所というのは聞いたことがない。初耳だ。」と話している。

## 設立
戦後名航研から改名した名古屋産業科学研究所の保存文書の中に防衛研究所の極秘印が押されている「井上匡四郎文書」が存在し、これによると海軍政務次官や鉄道相を歴任した井上匡四郎により1943年8月に名古屋市中区奥田町に財団法人として設立されたという。1945年12月3日に財団法人名古屋産業研究所に改組された。

## 目的
「航空研究体制整備の整備に基づく航空研究機関一覧」によれば、航空機の性能並びに生産の飛躍的向上に貢献することを目的としていた。